# Кантвелл (Аляска)
Кантвелл (англ. Cantwell) — переписна місцевість (CDP) в США, в окрузі Деналі штату Аляска. Населення — 200 осіб (2020).

## Географія
Кантвелл розташований за координатами 63°23′11″ пн. ш. 148°48′11″ зх. д. / 63.38639° пн. ш. 148.80306° зх. д. (63.386435, -148.803138).  За даними Бюро перепису населення США в 2010 році переписна місцевість мала площу 304,69 км², з яких 303,80 км² — суходіл та 0,89 км² — водойми.

### Клімат
| Клімат : Кантвелл       | Клімат : Кантвелл | Клімат : Кантвелл | Клімат : Кантвелл | Клімат : Кантвелл | Клімат : Кантвелл | Клімат : Кантвелл | Клімат : Кантвелл | Клімат : Кантвелл | Клімат : Кантвелл | Клімат : Кантвелл | Клімат : Кантвелл | Клімат : Кантвелл | Клімат : Кантвелл |
| Показник                | Січ.              | Лют.              | Бер.              | Квіт.             | Трав.             | Черв.             | Лип.              | Серп.             | Вер.              | Жовт.             | Лист.             | Груд.             | Рік               |
| Абсолютний максимум, °C | 6,7               | 11,1              | 14,4              | 17,8              | 25,6              | 30,6              | 29,4              | 30,6              | 21,7              | 18,9              | 10,6              | 7,2               | 30,6              |
| Середній максимум, °C   | −11,8             | −8,1              | −3,6              | 3,6               | 11,6              | 18,2              | 18,9              | 15,8              | 9,8               | 0,1               | −8,3              | −10               | 3,1               |
| Середній мінімум, °C    | −22,7             | −20,9             | −18,6             | −9,7              | −1,8              | 3,5               | 6,8               | 4,6               | −0,6              | −9,8              | −18,1             | −20,8             | −9                |
| Абсолютний мінімум, °C  | −45               | −43,9             | −42,8             | −35,6             | −14,4             | −17,8             | −2,2              | −10,6             | −23,9             | −33,9             | −37,8             | −43,9             | −45               |
| Норма опадів, мм        | 24                | 19                | 12                | 11                | 19                | 43                | 68                | 81                | 66                | 31                | 28                | 24                | 425               |
| Днів з опадами          | 9                 | 7                 | 6                 | 6                 | 8                 | 11                | 15                | 16                | 15                | 10                | 8                 | 8                 | 119,0             |
| ----------------------- | ----------------- | ----------------- | ----------------- | ----------------- | ----------------- | ----------------- | ----------------- | ----------------- | ----------------- | ----------------- | ----------------- | ----------------- | ----------------- |
| Джерело:                |                   |                   |                   |                   |                   |                   |                   |                   |                   |                   |                   |                   |                   |

## Демографія
Згідно з переписом 2010 року, у переписній місцевості мешкало 219 осіб у 104 домогосподарствах у складі 57 родин. Густота населення становила 1 особа/км².  Було 200 помешкань (1/км²).
Расовий склад населення:
| - 77,2 % — білих - 15,5 % — корінних американців - 0,5 % — чорних або афроамериканців - 1,8 % — осіб інших рас |

До двох чи більше рас належало 5,0 %. Частка іспаномовних становила 1,4 % від усіх жителів.
За віковим діапазоном населення розподілялося таким чином: 21,0 % — особи молодші 18 років, 65,3 % — особи у віці 18—64 років, 13,7 % — особи у віці 65 років та старші. Медіана віку мешканця становила 42,7 року. На 100 осіб жіночої статі у переписній місцевості припадало 140,7 чоловіків;  на 100 жінок у віці від 18 років та старших — 137,0 чоловіків також старших 18 років.
Середній дохід на одне домашнє господарство  становив 67 491 долар США (медіана — 56 000), а середній дохід на одну сім'ю — 78 742 долари (медіана — 64 375). За межею бідності перебувало 9,1 % осіб, у тому числі 20,5 % дітей у віці до 18 років та 0,0 % осіб у віці 65 років та старших.
Цивільне працевлаштоване населення становило 111 осіб. Основні галузі зайнятості: мистецтво, розваги та відпочинок — 28,8 %, освіта, охорона здоров'я та соціальна допомога — 16,2 %, будівництво — 15,3 %.